# Chenac-Saint-Seurin-d'Uzet
 Chenac-Saint-Seurin-d'Uzet  es una población y comuna francesa, situada en la región de Nueva Aquitania, departamento de Charente Marítimo, en el distrito de Saintes y cantón de Cozes.

## Demografía
| 832 | 795 | 721 | 667 | 599 | 572 |
| Para los censos de 1962 a 1999 la población legal corresponde a la población sin duplicidades (Fuente: INSEE [Consultar]) |     |     |     |     |     |